# 10415 Mali Lošinj
10415 Mali Lošinj è un asteroide della fascia principale. Scoperto nel 1998, presenta un'orbita caratterizzata da un semiasse maggiore pari a 2,9900152 au e da un'eccentricità di 0,0248660, inclinata di 14,42310° rispetto all'eclittica.
L'asteroide è dedicato a Lussinpiccolo (in croato Mali Lošinj), città della Croazia.